# Acer cinerascens
Acer cinerascens é uma espécie de árvore do gênero Acer, pertencente à família Aceraceae.